# Синин
Сини́н (кит. трад. 西寧, упр. 西宁, пиньинь Xīníng, тиб. ཟི་ལིང་།, Вайли: Zi-ning, тиб. пиньинь: Ziling) — городской округ в провинции Цинхай КНР, место пребывания правительства провинции.

## Этимология
Название означает «Западное успокоение» и происходит от названия существовавшей в средние века административной единицы, органы власти которой размещались в этих местах.

## География
Город расположен на восточной окраине Цинхайско-Тибетского плато, на берегу реки Хуаншуй (湟水) — притока Хуанхэ. Средняя высота над уровнем моря — 2260 м.
По состоянию на 2021 год в городе насчитывалось 124 парка и сквера. Площадь зелёных насаждений на душу населения составляла 13 кв. метров. Лесные массивы покрывают северные и южные склоны гор.

### Климат
Среднегодовая температура — 6°C. Синин находится в окружении гор, поэтому здесь нет сильных морозов и изнуряющей жары.

## История
При империи Западная Хань в 121 году до н. э. после того, как генерал Хо Цюйбин разгромил западных кочевников и присоединил их земли к империи Хань, в этих местах был основан военный пост. При империи Восточная Хань был учреждён округ Сипин (西平郡), власти которого разместились в образованном в этих местах уезде Сиду (西都县). После распада империи Хань на три государства эти земли оказались в составе царства Вэй, и в 222 году здесь был выстроен укреплённый город.
В эпоху 16 варварских государств эти места переходили из рук в руки в результате войн между недолговечными государственными образованиями. В 397 году образовалось государство Южная Лян, столица которого изначально находилась в этих местах; в 414 году его аннексировало Западная Цинь. При империи Северная Вэй в 526 году была создана область Шаньчжоу (鄯州), и эти места вошли в её состав.
При империи Тан в результате мятежа Ань Лушаня границы государства остались беззащитными, и эти места были в 761 году захвачены тибетцами. После завершения гражданской войны и восстановления страны эти места в 851 году были вновь захвачены империей Тан.
После падения империи Тан эти места были снова захвачены тибетцами, но после образования империи Сун опять перешли под китайский контроль. В 1104 году область Шаньчжоу была переименована в область Синин (西宁州).
В 1227 году эти места были захвачены монголами. После падения монгольской империи Юань эти места перешли под контроль китайской империи Мин, и область Синин в 1373 году была преобразована в Сининский караул (西宁卫). В 1386 году здесь был возведён мощный укреплённый город, стены которого имели 16 м в высоту и 16 м в толщину.
При империи Цин после того, как был подавлен мятеж хошутов, Сининский караул был в 1724 году преобразован в Сининскую управу (西宁府), входящую в состав провинции Ганьсу. В 1829 году Сининской управе подчинялись 3 уезда и 4 комиссариата; власти управы размещались в уезде Синин (西宁县). После Синьхайской революции в Китае была проведена реформа административного деления, и в 1913 году Сининская управа была расформирована.
В 1929 году была создана провинция Цинхай, и уезд Синин был определён местом пребывания её властей. В 1945 году урбанизированная часть уезда Синин была выделена в отдельный город Синин, а в 1946 году уезд Синин был переименован в Хуанчжун.
В 1960 году под юрисдикцию Синина перешли уезды Хуанчжун и Датун, а также Хучжу-Туский автономный уезд, но в 1961 году были вновь переданы под прямое управление властям провинции. В 1965 году уезд Датун вновь перешёл под юрисдикцию властей Синина.
В 1985 году постановлением Госсовета КНР уезд Датун был преобразован в Датун-Хуэй-Туский автономный уезд. Постановлением Госсовета КНР от 5 декабря 1999 года уезды Хуанчжун и Хуанъюань были переведены из состава округа Хайдун (海东地区) под юрисдикцию Синина.
Постановлением Госсовета КНР от 6 ноября 2019 года уезд Хуанчжун был преобразован в район городского подчинения.

## Население
По состоянию на 2010 год Синин населяли ханьцы — 74,04 %, хуэйцы — 16,26 %, тибетцы — 5,51 %, монголы, ту и другие национальности.

## Административно-территориальное деление
Городской округ Синин делится на 6 районов, 1 уезд, 1 автономный уезд:
| Карта                                                                            | Статус                            | Название           | Иероглифы                   | Пиньинь | Площадь (км²) | Население (2010) |
| -------------------------------------------------------------------------------- | --------------------------------- | ------------------ | --------------------------- | ------- | ------------- | ---------------- |
| Чэндун Чэнчжун Чэнси Чэнбэй Датун-Хуэй-Туский автономный уезд Хуанчжун Хуанъюань |                                   |                    |                             |         |               |                  |
| Район                                                                            | Чэндун                            | 城东区             | Chéngdōng qū                | 115     | 250 000       |                  |
| Район                                                                            | Чэнчжун                           | 城中区             | Chéngzhōng qū               | 11      | 230 000       |                  |
| Район                                                                            | Чэнси                             | 城西区             | Chéngxī qū                  | 79      | 210 000       |                  |
| Район                                                                            | Чэнбэй                            | 城北区             | Chéngběi qū                 | 138     | 210 000       |                  |
| Датун-Хуэй-Туский автономный уезд                                                | Датун-Хуэй-Туский автономный уезд | 大通回族土族自治县 | Dàtōng Huízú Tǔzú zìzhìxiàn | 3090    | 450 000       |                  |
| Район                                                                            | Хуанчжун                          | 湟中区             | Huángzhōng qū               | 2430    | 470 000       |                  |
| Уезд                                                                             | Хуанъюань                         | 湟源县             | Huángyuán xiàn              | 1609    | 140 000       |                  |

## Экономика
В Синине развиты переработка животноводческой продукции (шерсть и мясо), чёрная металлургия, машиностроение, химическая промышленность, производство литиевых аккумуляторов, ковроткачество и производство тибетских одеял (фабрика Qinghai Shengyuan Carpet Group). К северо-западу от Синина расположен Датунский каменноугольный бассейн.
В первой половине 2021 года Синин принял в общей сложности 10,3 млн туристов, что на 66,8 % больше по сравнению с аналогичным периодом 2020 года. Общий доход от туризма составил 10,8 млрд юаней, увеличившись на 94,3 % в годовом исчислении.

## Транспорт
- Цинхай-Тибетская железнодорожная магистраль
- Годао 214
- Годао 315

Важное значение имеют грузовые железнодорожные перевозки из Синина в страны Центральной Азии (в том числе экспорт электромобилей, аккумуляторов и зарядных устройств).

## Образование
- Цинхайский университет[англ.]
- Цинхайский педагогический университет (Qinghai Normal University) (青海师范大学)
- Цинхайский медицинский колледж(Qinghai Medical College) (青海医学院)
- Цинхайский университет для национальностей (Qinghai University for Nationalities) (青海民族学院)

## Культура и обычаи
Тибетцы не едят мясо собаки, лошади и осла. Если туристу предложат хада (традиционный церемониальный шарф), следует взять шарф двумя руками и повесить на шею. Местные мусульмане не едят мяса лошади и собаки и не курят.

## Достопримечательности
- Большая мечеть Дунгуань — самая большая мечеть в городе и одна из самых больших в Китае.
- Храм Тар (Ta’er) — Кумбум, центр буддийской деятельности Северо-западного региона. Находится в 25 км к юго-западу от Синина, занимает площадь 660 000 м², в период своего расцвета насчитывал свыше 800 залов. В архитектуре храма сочетаются традиционный китайский и тибетский архитектурные стили. Заложен в 1577 году на месте рождения Чже Цонкапы, основателя школы Гэлуг в Тибетском буддизме.
- Озеро Цинхай — самое большое солёное озеро в Китае.

- Большая мечеть Дунгуань (ислам)
- Монастырь Тумбум (буддизм)
- Вокзал Синина

## Спорт
В городе базируется футбольный клуб «Цинхай Сэнькэ».

## Города-побратимы
- Ижевск, Россия — с 13 мая 2002 года.
- Ош (город, Кыргызстан), Кыргызстан — с 9 декабря 2014 года.
- Анталья, Турция[5] — с 2014 года